# Master i Margarita (miniserie)
Master i Margarita (russisk: Мастер и Маргарита) er en russisk miniserie fra 2005 af Vladimir Bortko.
Filmen er baseret på Mikhail Bulgakovs roman Mesteren og Margarita.

## Medvirkende
- Oleg Basilasjvili som Woland
- Aleksandr Galibin
- Anna Kovaltjuk som Margarita
- Kirill Lavrov som Pontius Pilatus
- Sergej Bezrukov som Yeshua